# Фіолент (стадіон)
«Фіоле́нт» — стадіон в Сімферополі. Власник — ВАТ «Завод „Фіолент“».
В експлуатацію введено 1935 року. Місткість стадіону 5000 глядачів.

## Історія
Протягом багатьох років на стадіоні проходили матчі чемпіонату СРСР, чемпіонату України, першості Криму та Сімферополя. 28 жовтня 1986 року на стадіоні проводився відбірковий матч молодіжного чемпіонату Європи між збірними СРСР і Норвегії.
Перший офіційний матч у чемпіонатах України футболісти «Динамо-ІгроСервіс» провели 30 липня 2001 року проти команди «Ригонда» (Біла Церква). Матч закінчився перемогою динамівців — 1:0.
Перший матч після реконструкції стадіону пройшов 27 березня 2005 року — «Динамо-ІгроСервіс» — «Сталь» (Алчевськ) — 0:1.
Прийняв матч відбіркового турніру до жіночого чемпіонату Європи з футболу до 19 років 2011 року. 
| Дата       | Турнір            | Команда | Рахунок | Команда   |
| ---------- | ----------------- | ------- | ------- | --------- |
| 05.04.2011 | Відбір до ЧЄ 2011 | Чехія   | 1-4     | Швейцарія |

Приймав матчі дівочої збірної України. 
| №  | Дата       | Турнір            | Господарі | Рахунок | Гості    |
| -- | ---------- | ----------------- | --------- | ------- | -------- |
| 01 | 10.04.2010 | Відбір до ЧЄ 2010 | Україна   | 1-3     | Ірландія |
| 02 | 13.04.2010 | Відбір до ЧЄ 2010 | Україна   | 0-6     | Швеція   |
| 03 | 15.04.2010 | Відбір до ЧЄ 2010 | Україна   | 2-2     | Польща   |

## Назви
У різні роки стадіон називався «Синє поле», «Харчовик», «Авангард», «Метеор».